# 닉 워커

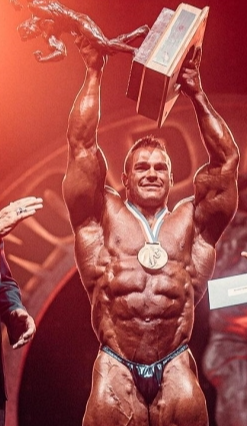

닉 워커(Nick Walker)는 보디빌딩 분야에서 성공을 거둔 유명한 보디빌더이다. 그의 신체적인 건장함과 탁월한 실력은 그를 세계적으로 알리게 한 요소 중 하나이다. 닉 워커는 1993년 11월 29일에 영국 런던에서 태어났으며, 이미 어린 시절부터 운동에 흥미를 가지고 있었다. 그는 어렸을 때부터 스포츠와 체육활동에 열중하며 다양한 종목을 경험하였지만, 보디빌딩에 진정한 열정을 느꼈고 이를 통해 자신의 재능과 역량을 발휘하게 되었다. 닉 워커는 체육관에서 열심히 훈련하여 근육을 키우고 체력을 향상시켰다. 특히, 근육을 부각시키기 위한 훈련에 많은 시간과 노력을 기울이며 무게 훈련, 유산소 운동, 식이 관리 등 다양한 측면에서 균형 잡힌 훈련 방법을 사용하여 몸을 조화롭게 발전시켰다.닉 워커의 주요 특징은 그의 비례적인 신체와 근육의 대칭성이라고 할 수 있다. 그는 전체적인 신체 균형을 중시하며, 강력한 상체와 하체를 동등하게 발전시켰다. 그의 근육은 선명하고 정교하며, 강력하면서도 우아한 라인을 이루고 있다. 이러한 비례와 대칭성은 그의 완벽한 체형을 강조하는 데 큰 역할을 한다. 또한, 닉 워커는 경기에서도 놀라운 성과를 거두었다. 그는 다수의 국제적인 보디빌딩 대회에서 입상하였고, 2022년 남아프리카 보디빌딩 챔피언십에서 챔피언으로 뽑혀 화제를 모으기도 했다. 그의 탁월한 체력과 정교한 포즈링 기술은 심사위원들과 관중들에게 큰 인상을 주었고, 보디빌딩의 최고 수준을 보여주었다. 뿐만 아니라, 닉 워커는 높은 집중력과 강한 의지력으로 유명하다. 보디빌딩은 체력과 근력뿐만 아니라 인내와 헌신을 요구하는 스포츠이다. 닉 워커는 훈련 도중의 어려움과 피로감을 이겨내며 목표를 향해 꾸준히 나아갔다. 그의 열정과 헌신은 그가 목표를 달성하는 데 결정적인 역할을 했다. 또한, 닉 워커는 보디빌딩을 넘어서 사회적으로도 영향력을 행사하고 있다. 그는 소셜 미디어를 통해 자신의 훈련 비법과 영감을 전파하며 수많은 팔로워들에게 동기부여를 주고 있다. 그의 인기 있는 인스타그램 계정과 YouTube 채널은 많은 사람들에게 건강과 운동에 대한 인식을 높여주고 있다. 닉 워커는 자선 활동에도 적극적으로 참여하고 있다. 그는 자신의 인기와 영향력을 이용하여 다양한 사회 문제에 대해 알리고, 기부와 관련된 활동을 지원하고 있다. 이를 통해 그는 보디빌딩 커뮤니티에서 모범적인 리더로서의 역할을 수행하고 있으며, 사회적 책임을 다하는 모범적인 예로 인정받고 있는 것이다. 마지막으로, 닉 워커는 보디빌딩을 통해 개인적인 변화와 성장을 이룬 삶의 사례로서 많은 사람들에게 동기부여를 하고 있다. 그의 열정과 헌신, 그리고 목표를 향한 끈기와 인내는 모든 분야에서 성공을 이루고자 하는 사람들에게 가치 있는 교훈을 제공한다. 그의 이야기는 꿈을 향해 노력하는 이들에게 자신의 가능성을 믿고 도전하는 용기를 심어준다.  

## 소셜 미디어
닉 워커는 개인 유트브 채널 운영과 인스타그램을 운영하고 있으며, 그의 유튜브 채널 구독자 수는 약 23.8만명, 인스타그램 팔로워는 약 97.4만명으로 많은 사람들의 관심과 사랑을 받는 보디빌더 중 한명이다. 

## 수상 경력
2019년 IFBB 남유럽 선수권대회(Overall 우승)
2019년 IFBB 영국 오픈(Overall 우승)
2020년 IFBB 아일랜드 프로(2위)
2020년 IFBB 유럽 챔피언십(Overall 우승)
2020년 IFBB 월드 챔피언십(2위)
2021년 IFBB 브리티시 그랜드 프리(Overall 우승)
2021년 남아프리카 보디빌딩 챔피언십(Overall 우승)
2021년 IFBB 월드 챔피언십(3위)
2022년 IFBB 아일랜드 프로(Overall 우승)
2022년 IFBB 영국 챔피언십(Overall 우승)
2022년 남아프리카 보디빌딩 챔피언십(Overall 우승)

## 참고 문헌
'Nick Walker- Youtube'- 보디빌더 닉 워커의 개인 유튜브 채널
'nick_walker39'- 보디빌더 닉 워커의 인스타그램
"The Nick Walker Way: Building a Champion Physique"- 닉 워커의 훈련 및 식단 전략을 저술한 책